# Gazlia albula
Gazlia albula är en tvåvingeart som beskrevs av Zaitzev 1999. Gazlia albula ingår i släktet Gazlia och familjen svävflugor.
Artens utbredningsområde är Uzbekistan. Inga underarter finns listade i Catalogue of Life.